# Jean-François Michel
 (août 2014).
Si vous disposez d'ouvrages ou d'articles de référence ou si vous connaissez des sites web de qualité traitant du thème abordé ici, merci de compléter l'article en donnant les références utiles à sa vérifiabilité et en les liant à la section « Notes et références ».
Jean-François Michel, né le 30 juillet 1950 à Livet-et-Gavet (Isère), est un homme politique français.

## Études
Lycée Michelet Vanves 1965 1968. DES de droit public 1973 Université Paris 1, diplômé de l'Institut d'études politique de Paris 1973, ancien élève de l'école nationale de santé publique de Rennes 1974 1976.

## Carrière professionnelle
Directeur d'hôpital à l'A.P.H.P. de Paris, à Saint-Joseph (Île de la Réunion), à Privas (Ardèche).
Directeur administratif du Groupe Calixte, salaisons à Vernoux-en-Vivarais (Ardèche)
Directeur des relations extérieures (France) de la Société Générale de Surveillance (Groupe suisse, leader mondial des inspections et contrôles de qualité).
Directeur général de l'Institut national de jeunes sourds de Paris de 1996 à 2002, il coordonne à ce titre la rénovation complète des bâtiments historiques de la rue Saint-Jacques à Paris. Participe à la promotion du bilinguisme et à l'intégration des jeunes sourds dans le cursus scolaire de l’Éducation Nationale et défend la reconnaissance de la Langue des Signes Française comme admissible aux épreuves de langues vivantes au baccalauréat.
Directeur général des Thermes nationaux d'Aix-les-Bains de 2002 à 2007, il poursuit la mise en fonctionnement du nouvel établissement thermal et engage la réhabilitation des anciens thermes. Favorise le développement du thermalisme de bien-être à côté du thermalisme traditionnel et entreprend le processus de privatisation des Thermes nationaux.

## Carrière politique

### Vie politique
De 1968 à 1974, il est membre du mouvement des jeunes gaullistes (Union des jeunes pour le progrès). En 1974, il participe à la campagne présidentielle de Jacques Chaban-Delmas.
Il est membre des cabinets ministériels de Rémy Montagne, Secrétaire d’État à l'action sociale et de Jacques Barrot, Ministre de la Santé de 1980 à 1981.
En 1981, il adhère à l'UDF-CDS et participe en Ardèche à la campagne présidentielle de Valéry Giscard d'Estaing. Élu président du C.D.S. Ardèche en 1981, vice-président du C.D.S. Rhône-Alpes et secrétaire général -adjoint du C.D.S. national en 1988.
De 1983 à 1988, il est Président de l'UDF Ardèche. Il soutient activement Raymond Barre, ancien Premier-Ministre, à l'élection présidentielle de  1988.
Jean-François Michel devient collaborateur du nouveau Groupe parlementaire de l'Union du Centre de 1988 à 1989, après son échec aux élections législatives.
En 1995, il cesse toute activité politique et adhère à l'UMP en 2002.

### Mandats locaux
Il se présente  aux élections cantonales de 1982, dans le canton de Vernoux -en-Vivarais, historiquement à gauche, et défend le principe de la liberté de l'enseignement et le financement public des établissements d'enseignement privé.
Il échoue, mais remporte les élections municipales de 1983 à Vernoux-en-Vivarais ou il bat de justesse le maire sortant Raymond Finiels. Il est réélu en 1989 pour un deuxième mandat mais il sera battu de justesse en 1995.
Durant ces deux mandats, d'importants investissements sont réalisés pour conforter Vernoux-en-Vivarais, Première station verte d'Ardèche. On peut citer la mise en ouvre du processus de rénovation  urbain, l'aménagement du Lac aux Ramiers et de ses équipements, la création de deux zones industrielles et artisanales et l'implantation de plusieurs entreprises, la réalisation d'importants équipements sportifs stade..., la construction  d'établissements commerciaux(coopérative et grande surface alimentaire, la mise en place de structures sociales, de solidarité et d'insertion.
En raison de divisions de la droite, de discussions difficiles autour du périmètre de l'inter-communalité, et de relations tendues avec les communes voisines, Jean-François Michel ne peut être élu au Conseil Général.

### Fonctions parlementaires
À la suite du retrait de Pierre Cornet, ancien député de l'Ardèche U.D.F. P.R., Jean-François Michel reçoit l'investiture de l'U.D.F. pour se présenter dans la première circonscription de l'Ardèche en juin 1981 où il échoue au deuxième tour contre Robert Chapuis, parti socialiste.
Il devient député de l'Ardèche, élu à la proportionnelle départementale, en 1986, jusqu'en 1988 où il est battu, dans la troisième circonscription, par Jean-Marie Alaise dans le contexte de divisions des partis de droite et de vague de gauche accompagnant la réélection de François Mitterrand. Membre de la commission des affaires sociales. Il est rapporteur des D.M.O.S.S.1986 et 1987 qui suppriment l'autorisation préalable de licenciement et président des amicales parlementaires France-Venezuela et France-Madagascar. Il représente l'Assemblée Nationale à l'association des maires de France et au conseil supérieur de la montagne.

## Détail des mandats et fonctions

### Mandats locaux
- 1983 - 1995 : Maire de Vernoux-en-Vivarais

### Fonctions parlementaires
- 1986 - 1988 : Député de l'Ardèche

## Activités associatives
- Trésorier du Centre Technique National d'étude des handicaps et inadaptations.C.T.N.E.R.H.I.1998 2008
- Vice-Président du Conseil National des Etablissements Thermaux 2004 2007
- Trésorier de la Fédération Nationale des sourds et aveugles de France.
- Administrateur de L'A.N.E.F. Drôme. Président de Drôme enfance
- Membre du Lions Club. Saint-Péray Guilherand-Granges.